# Església Major
Església Major – stacja metra w Barcelonie, na linii 9. Zlokalizowana jest pomiędzy stacjami Singuerlín i Fondo. Została otwarta 13 grudnia 2009.